# Rudgea
Rudgea es un género de plantas fanerógamas de la familia Rubiaceae con más de 200 especies
El nombre fue otorgado por Richard Anthony Salisbury en honor de Edward Rudge en 1806.

## Especies
- Rudgea amplexicaulis Dwyer
- Rudgea chiriquiensis Dwyer
- Rudgea cornifolia (Kunth) Standl.
- Rudgea crassifolia, Zappi & E.Lucas
- Rudgea laevis C.M.Taylor
- Rudgea microcarpa, (Ruiz & Pav.) Standl.
- Rudgea monofructus Gómez-Laur. & Dwyer
- Rudgea obesiflora, Standl.
- Rudgea raveniana W. C. Burger
- Rudgea reducticalyx Dwyer
- Rudgea skutchii Standl.
- Rudgea stenophylla, (Krause) Standl.
- Rudgea trifurcata, Gómez-Laur.
- Rudgea verticillata, (Ruiz & Pav.) Spreng. - café del Perú[4]